# بيت علوان (بني حشيش)

تعديل مصدري - تعديل

بيت علوان هي إحدى قرى عزلة عيال مالك بمديرية بني حشيش التابعة لمحافظة صنعاء، بلغ تعداد سكانها 134 نسمة حسب تعداد اليمن لعام 2004.